# Mós do Douro
Mós do Douro is een plaats (freguesia) in de Portugese gemeente Vila Nova de Foz Côa en telt 241 inwoners (2001).